# Hulpverleningszone Fluvia
Hulpverleningszone Fluvia (hulpverleningszone West-Vlaanderen 3) is een van de 35 Belgische en een van de vier West-Vlaamse hulpverleningszones. De zone verzorgt vanuit 14 brandweerposten de brandweerzorg en het grootste deel van de ambulancehulpverlening in het zuidwesten van West-Vlaanderen.

## Beschermingsgebied
Het beschermingsgebied van Hulpverleningszone Fluvia beslaat ongeveer 450 km² en omvat 14 gemeenten die gezamenlijk een bevolking van ongeveer 310.000 inwoners vertegenwoordigen. Hulpverleningszone Fluvia grenst tevens aan Brandweerzone Centrum, Hulpverleningszone Vlaamse Ardennen, Hulpverleningszone Picardisch Wallonië, Brandweer Westhoek, Brandweerzone Midwest en aan Frankrijk. De onderstaande lijst geeft een overzicht van de gemeenten en hun kenmerken:
| Gemeente       | Bevolkingsaantal (01/01/2024) | Oppervlakte (in km²) |
| -------------- | ----------------------------- | -------------------- |
| Anzegem        | 15.148                        | 41,79                |
| Avelgem        | 10.406                        | 21,75                |
| Deerlijk       | 12.670                        | 16,82                |
| Harelbeke      | 29.904                        | 29,14                |
| Kortrijk       | 80.032                        | 80,02                |
| Kuurne         | 14.145                        | 10,01                |
| Ledegem        | 9.779                         | 24,76                |
| Lendelede      | 5.881                         | 13,15                |
| Menen          | 34.417                        | 33,07                |
| Spiere-Helkijn | 2.063                         | 10,78                |
| Waregem        | 39.997                        | 44,34                |
| Wevelgem       | 31.884                        | 38,76                |
| Wielsbeke      | 10.138                        | 21,76                |
| Zwevegem       | 25.785                        | 63,24                |
| TOTAAL         | 322.249                       | 449,39               |

## Brandweerposten
Bij de oprichting van de zone in 2015 telde de zone 17 brandweerposten, verdeeld onder de 14 gemeenten. Sindsdien investeert zone Fluvia sterk in nieuwe kazernes. De eerste van enkele nieuwe kazernes die geopend werd, is kazerne Belgiek. Deze vervangt de posten Deerlijk en Anzegem. In de komende jaren zullen nog enkele posten hetzelfde voorbeeld volgen. In april 2023 opende de brandweerpost Bramier in Lauwe, ter vervanging van de posten Lauwe en Marke. In mei 2023 volgde de opening van de nieuwe post Waregem ter vervanging van de oude posten Beveren-Leie en Waregem. Hierdoor zijn er nog 14 brandweerposten. Op termijn zal dit aantal nog verder zakken en komt er een nieuw hoofdkantoor in Kortrijk ter vervanging van de posten Kortrijk en Zwevegem. Ook voor enkele andere posten binnen de zone volgt een rationalisatie-oefening. 
Hieronder worden alle posten opgelijst:
| Branweerpost | Gemeente  | Opmerking                                                                                  |
| ------------ | --------- | ------------------------------------------------------------------------------------------ |
| Avelgem      | Avelgem   |                                                                                            |
| Belgiek      | Deerlijk  | Geopend in 2020. Vervangt oude posten van Deerlijk en Anzegem.                             |
| Bramier      | Menen     | Geopend in 2023. Vervangt oude posten van Lauwe en Marke.                                  |
| Gullegem     | Wevelgem  |                                                                                            |
| Harelbeke    | Harelbeke |                                                                                            |
| Heule        | Kortrijk  |                                                                                            |
| Kortrijk     | Kortrijk  | Hoofdpost. Verhuist in 2025 naar nieuwbouw die posten Kortrijk en Zwevegem moet vervangen. |
| Kuurne       | Kuurne    |                                                                                            |
| Ledegem      | Ledegem   |                                                                                            |
| Lendelede    | Lendelede |                                                                                            |
| Menen        | Menen     |                                                                                            |
| Waregem      | Waregem   | Geopend in 2023. Vervangt oude posten van Waregem en Beveren-Leie.                         |
| Wevelgem     | Wevelgem  |                                                                                            |
| Zwevegem     | Zwevegem  |                                                                                            |